# Femi Kuti

Femi Anikulapo Kuti (Londen, 16 juni 1962) is een muzikant uit Nigeria. Hij is de oudste zoon van de legendarische Fela Kuti, grondlegger van de Afrobeat. Zijn moeder Remi verliet Fela toen Femi nog jong was en zij voedde hem op.
Hoewel Femi in Londen geboren is groeide hij op in Lagos, de voormalige hoofdstad van Nigeria. Vanaf 1977 trok Femi bij zijn vader in en speelde hij mee in diens band.
Femi voelt zich net zoals zijn vader sterk betrokken bij sociale en politieke misstanden. Zijn opvattingen komen sterk naar voren in zijn politieke getinte songteksten.
In 2001 werkte Femi samen met verschillende musici uit de Verenigde Staten, zoals Common, Mos Def en Jaguar Wright voor zijn album Fight to Win.

## Discografie
- No Cause For Alarm? (1989, Polygram)
- M.Y.O.B. (1991, Meodie)
- Femi Kuti (1995, Tabu/Motown)
- Shoki Shoki (1998, Barclay/Polygram)
- Fight to Win (2001), Barclay/Polygram)
- "Ala Jalkoum", bijdrage op Rachid Taha Live (2001, Mondo Melodia)
- Femi Kuti - Live at the Shrine (Deluxe Edition DVD + Live CD) (2004)
- One People One World (2018, Knitting Factory Records)
- Legacy+ (2021, Partisan Records)
- Journey through Life (2025, Partisan Records)